# Jetze Doorman
Jetze Doorman (* 2. Juli 1881 in Balk; † 28. Februar 1931 in Breda) war ein niederländischer Fechter und Pentathlet.

## Erfolge
Jetze Doorman nahm an den Olympischen Zwischenspielen 1906 in Athen sowie an vier Olympischen Spielen teil. 1906 belegte er mit der Degen-Mannschaft Rang fünf und schied in den Einzelkonkurrenzen mit dem Florett, dem Degen und dem Säbel jeweils in der Vorrunde aus. Zwei Jahre darauf schied er in London abermals mit dem Degen in der Vorrunde aus, mit dem Säbel belegte er Rang neun. Mit der Degen-Equipe wurde er ebenfalls Neunter, mit der Säbel-Equipe Fünfter. 1912 feierte er in Stockholm in den Mannschaftskonkurrenzen Erfolge. Mit der Degen-Mannschaft erreichte er die Finalrunde, die er mit Willem van Blijenburgh, Arie de Jong, George van Rossem und Leonardus Salomonson auf dem Bronzerang abschloss. Auch mit der Säbel-Equipe wurde er Dritter und gewann so mit Willem van Blijenburgh, Arie de Jong, Hendrik de Iongh, George van Rossem und Dirk Scalongne eine weitere Bronzemedaille. Doorman nahm zudem am Modernen Fünfkampf teil, brach den Wettkampf aber nach dem zuerst ausgetragenen Schießen ab. Bei den Olympischen Spielen 1920 in Antwerpen belegte er mit der Degen-Mannschaft Rang sieben. Die Mannschaftskonkurrenz mit dem Säbel beendete er mit der niederländischen Equipe, die neben Doorman noch Henri Wijnoldy-Daniëls, Willem van Blijenburgh, Arie de Jong, Jan van der Wiel, Salomon Zeldenrust und Louis Delaunoij umfasste, hinter Italien und Frankreich erneut auf dem Bronzerang. Auch 1924 in Paris zog er mit der Säbel-Mannschaft in die Finalrunde ein, in der er hinter Italien und Ungarn zum wiederholten Mal den dritten Rang belegte. Gemeinsam mit Henri Wijnoldy-Daniëls, Jan van der Wiel, Arie de Jong, Hendrik Scherpenhuijzen und Maarten van Dulm erhielt er so seine vierte Bronzemedaille.
1907 gewann er die europäischen Meisterschaften mit dem Säbel, sodass gemäß der damaligen Gepflogenheiten die Niederlande für die Austragung der im Jahr darauffolgenden Meisterschaften verantwortlich waren. Dies hatte die Gründung des niederländischen Fechtverbandes zur Folge. 1909 wurde er zudem niederländischer Meister mit dem Säbel. 1912 nahm er am Elfstedentocht teil, bei dem er zwei im Eis eingebrochene Konkurrenten rettete und selbst das Rennen wegen Unterkühlung nicht beenden konnte.